# Blechnum diversifolium
Blechnum diversifolium är en kambräkenväxtart som beskrevs av Georg Heinrich Mettenius. Blechnum diversifolium ingår i släktet Blechnum och familjen Blechnaceae. Inga underarter finns listade.